# Paul Zeidler (Dichter)
Paul Zeidler (* 1548 in Schwarzhofen; † 29. Januar 1627 in Neunburg vorm Wald) war ein neulateinischer Dichter, Humanist, Pfarrer und Schulmann.

## Leben
Sein Vater war der lutherische Pfarrer Johann Zeidler († am 5. Februar 1567 in Kirchenthumbach), seine Mutter war Martha Widenmaier (* 10. April 1528 in Neunburg vorm Wald), die Tochter eines Ratschreibers  und wahrscheinlich Verwandte des Reformators  Johann Schlaginhaufen. Nach der Eheschließung der Eltern im Oktober 1547 war Paul das erste von 14 Kindern. Seine früheste Jugend verbrachte er in Neunburg vorm Wald.
Sein Lehrer – wohl an der städtischen Lateinschule in Amberg – wurde Andreas Pancratius. Von 1567 bis 1568 studierte Zeidler  Theologie in Jena. Anschließend bekleidete er an verschiedenen Orten in der Oberpfalz Stellen als Schulmeister, Diakon und Pfarrer; so etwa 1570 als Kantor in seinem Geburtsort Schwarzhofen.
Im Jahre 1572 heiratete er Elisabeth Textoria von Bruck († 1621) und trat eine Schulmeisterstelle in Vilseck an, wo er im April 1574 auch als Pfarrer ordiniert wurde.  Dort ist er noch bis 1586 nachweisbar. Daneben war er auch Diakon in Waldsassen (1579) und Kantor an der lateinischen Schule in Kemnath (1585). 1591 war er Pfarrer in Kirchenthumbach und Pfarrer in „Reginobacum“, worunter wahrscheinlich Reichenbach am Regen zu verstehen ist. 1592 war er Pfarrer in Cham, wo er anscheinend im Sinne der reformierten Lehre predigte.
Ab spätestens Juni 1596 amtierte er als Rektor der Lateinschule in Neunburg, wo er 1627 in einer politisch und religiös turbulenten Zeit im hohen Alter von 78 Jahren starb.

## Werke

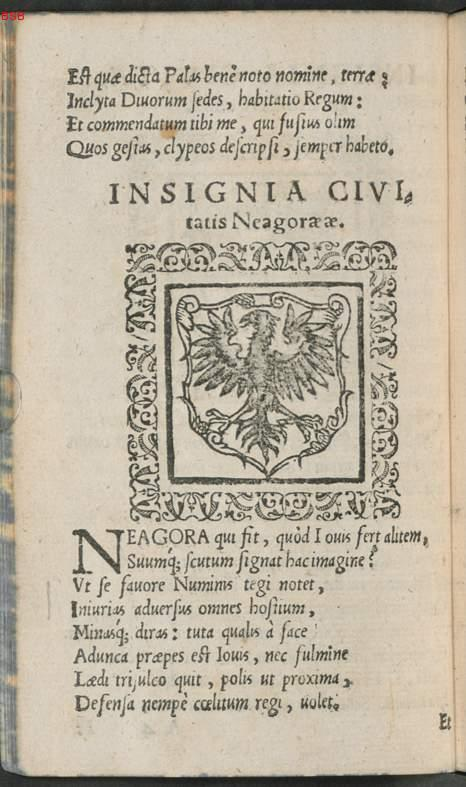
"Neagora" – Neumarkt in der Oberpfalz aus "Insignia Vrbivm Et Vicorvm Svperioris Palatinatvs"

Zeidler veröffentlichte lateinische geistliche Dichtung und Verse zum Lob oberpfälzischer Fürsten und Städte. In seinem Hauptwerk Insignia urbium et vicorum Superioris Palatinatus besingt er die Wappen von 40 Städten der Oberpfalz.
Neben Gelegenheitsgedichten erschienen gedruckt:
- Epicedion in obitum Martini filioli scriptum, Amberg 1578
- Insignia urbium et vicorum Superioris Palatinatus, Regensburg 1585 (digital)
- De palatinis electoribus opusculum, Nürnberg 1591 (digital)
- Odarum sacrum liber, Jena 1596
- Odeum ex hymnis ecclesiasticis, Jena 1599

## Nachleben
Zeidlers handschriftlicher Nachlass („Monumenta varia“) ist heute im Besitz der Universitätsbibliothek Heidelberg (Hs. 704). Er enthält neben weiteren eigenen Versen Kopien von Inschriften und zeitgenössischer Volkslieder und weist Zeidler als typisch humanistischen Gelehrten aus.
In Kemnath erinnert eine Paul-Zeidler-Straße an den Humanisten Zeidler.